# Halal – Where Death Is Your Victory
Halal – Where Death Is Your Victory – drugi album (nie licząc dem) unblack metalowego zespołu Elgibbor. Wraz z Elgibborem płytę tę wydał zespół Moriah z Brazylii.

## Muzycy

### Elgibbor
- Fire Throne – growl, gitara elektryczna
- Unblasphemer – perkusja

### Moriah
- Rodrigo Lopes – wokal, gitara elektryczna
- Matheus Apolinario – gitara basowa
- Jeremias Miguel – perkusja

## Lista utworów
Utwory 1-7 wykonuje Elgibbor, a 8-13 Moriah.
1. Psalm 12
2. Syn Marnotrawny
3. Za mnie i za Ciebie
4. Master on the White Horse
5. Ofiara za grzechy
6. Szansa
7. Czemu
8. Intro (utwór instrumentalny)
9. Where Death Is Your Victory
10. Blood Fall
11. His Death Was Brutal
12. Welcome to the True Service
13. Our Praise to the Almight God